# Janvier 1845

## Événements
- 16 janvier : à l'Académie française : discours de Victor Hugo en réponse au discours de réception de Saint-Marc Girardin.

- 27 janvier, France : la Chambre accepte le principe d'une indemnisation pour Pritchard.

## Naissances
- 3 janvier :
  - Albert Gallot (mort le 24 février 1915), personnalité politique française
  - Bruno Garlepp (mort le 12 novembre 1916), écrivain, peintre et compositeur allemand
  - Victor Lagrange (mort le 16 août 1894), personnalité politique française
- 11 janvier : Albert Victor Bäcklund (mort en 1922), mathématicien et physicien suédois.
- 13 janvier : Félix Tisserand (mort en 1896), astronome français.
- 24 janvier : Albert Desenfans, sculpteur belge († 12 mars 1938).
- 30 janvier : Bernard Blommers, peintre et graveur néerlandais († 12 décembre 1914).

## Décès
- 4 janvier : Louis Léopold Boilly, peintre et graveur français (° 5 juillet 1761).
- 11 janvier : Samuel Renn (né en 1786), facteur d'orgue anglais.